# Trans-Europ-Express

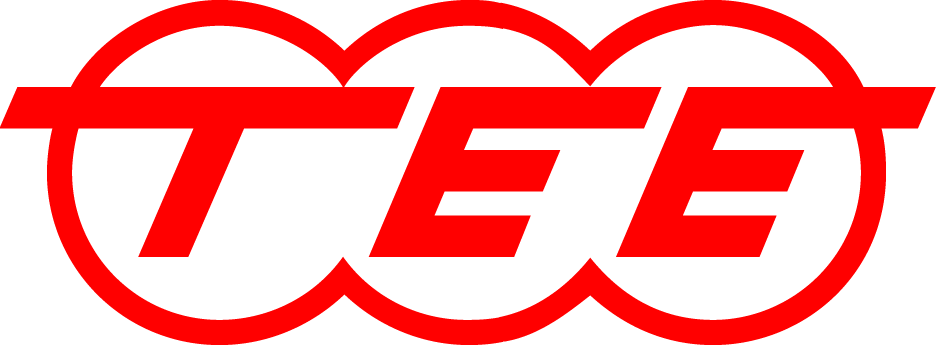
TEE

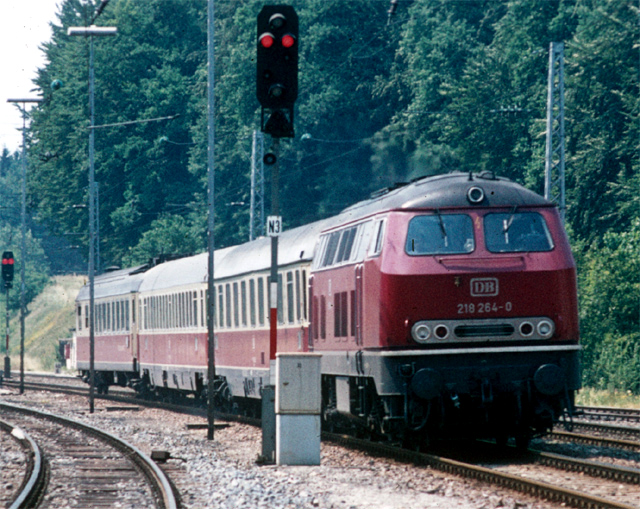
Pociąg ekspresowy TEE Bavaria

Trans Europ Express – komfortowe pociągi ekspresowe, które dawniej kursowały w państwach Europy Zachodniej.

## Historia
W 1954 roku, z inicjatywy dyrektora kolei holenderskich (Nederlandse Spoorwegen) Franciscusa Querien den Hollandera, przez UIC utworzona została „Commission Trans Europ Express”. W pracach komisji brali udział przedstawiciele kolei państwowych Niemiec, Szwajcarii, Luksemburga, Włoch, Holandii, Belgii i Francji.
Kursowanie komfortowych pociągów ekspresowych zostało uruchomione w dniu 2 czerwca 1957 roku. Składy pociągów ekspresowych zostały pomalowane na kolor beżowy i czerwony. Wagony pasażerskie posiadały pierwszą klasę i były klimatyzowane.
Ostatni pociąg ekspresowy TEE (Rheingold) kursował w Niemczech do 1987 roku. Jednak w Szwajcarii w 2002 roku kursowały komfortowe pociągi ekspresowe Trans Europ Express z Berna przez Neuchâtel do Frasne.

## Pociągi ekspresowe TEE
| Numer     | Nazwa              | Trasa                                          | Okres kursowania        |
| --------- | ------------------ | ---------------------------------------------- | ----------------------- |
| TEE 92/93 | Adriatico          | Mediolan – Bari                                | 03.06.1973 – 30.05.1987 |
| TEE 8/9   | Albert Schweitzer  | Dortmund – Strasburg                           | 02.06.1980 – 27.05.1983 |
| TEE 78/79 | Ambrosiano         | Mediolan – Rzym                                | 26.05.1974 – 30.05.1987 |
| TEE       | Aquitaine          | Paryż Austerlitz – Bordeaux                    | 23.05.1971 – 30.05.1984 |
| TEE       | Arbalète           | Paryż Est – Bazylea – Zurych                   | 02.06.1957 – 26.05.1979 |
| TEE 88/89 | Aurora             | Rzym – Reggio di Calabria                      | 26.05.1974 – 31.05.1975 |
| TEE 14/15 | Bacchus            | Monachium – Dortmund                           | 28.05.1979 – 30.05.1980 |
| TEE 66/67 | Bavaria            | Zurych – Monachium                             | 28.09.1969 – 21.05.1977 |
| TEE 84/85 | Brabant            | Paryż Nord – Bruksela – Amsterdam              | 26.05.1963 – 02.06.1984 |
| TEE 90/91 | Blauer Enzian      | Hamburg – Monachium                            | 30.05.1965 – 26.05.1979 |
| TEE       | Capitole           | Paryż-Austerlitz – Tuluza-Matabiau             | 27.09.1970 – 23.05.1982 |
| TEE       | Capitole           | Paryż-Austerlitz – Tuluza-Matabiau             | 27.05.1970 – 29.09.1984 |
| TEE 83/84 | Catalan            | Genewa – Barcelona                             | 01.06.1969 – 22.05.1982 |
| TEE 22/23 | Cisalpin           | Mediolan – Paryż – Lyon                        | 01.07.1971 – 21.01.1984 |
| TEE 68/69 | Colloseum          | Rzym – Mediolan                                | 03.06.1984 – 30.05.1987 |
| TEE       | Cycnus             | Mediolan – Ventimiglia                         | 30.09.1973 – 27.05.1978 |
| TEE 42/43 | Diamant            | Dortmund – Antwerpia                           | 30.05.1965 – 29.05.1976 |
| TEE 80/81 | Diamant            | Monachium – Hamburg                            | 27.05.1979 – 27.05.1981 |
| TEE       | Edelweiss          | Amsterdam – Zurych                             | 02.06.1957 – 26.05.1979 |
| TEE 26/27 | Erasmus            | Monachium – Norymberga – Haga                  | 03.06.1973 – 31.05.1980 |
| TEE       | Étendard           | Paryż-Austerlitz – Bordeaux                    | 26.08.1971 – 30.05.1984 |
| TEE 82/85 | L’Étoile du Nord   | Paryż Nord – Amsterdam                         | 02.06.1957 – 26.06.1984 |
| TEE       | Faidherbe          | Paryż Nord – Lille – Tourcoing                 | 02.10.1978 – 29.05.1987 |
| TEE 16/17 | Friedrich Schiller | Dortmund – Stuttgart                           | 27.05.1979 – 19.05.1982 |
| TEE 14/15 | Gambrinus          | Hamburg – Kolonia – Monachium                  | 29.05.1978 – 27.05.1983 |
| TEE       | Gayant             | Paryż Nord – Lille – Tourcoing                 | 02.10.1978 – 30.05.1986 |
| TEE 50/51 | Goethe             | Frankfurt/Main – Paryż-Est                     | 31.05.1970 – 31.05.1975 |
| TEE 24/25 | Goethe             | Frankfurt/Main – Dortmund                      | 27.05.1978 – 27.05.1983 |
| TEE 58/59 | Gottardo           | Zurych – Mediolan                              | 01.07.1961 – 30.05.1987 |
| TEE       | Heinrich Heine     | Frankfurt/Main – Dortmund                      | 27.05.1979 – 27.05.1983 |
| TEE 78/79 | Helvetia           | Zurych – Frankfurt/Main – Hamburg              | 02.06.1957 – 26.05.1979 |
| TEE 88/81 | L’Ile de France    | Paryż-Nord – Amsterdam                         | 02.06.1957 – 28.05.1981 |
| TEE       | Iris               | Zurych – Bruksela                              | 26.05.1974 – 30.05.1981 |
| TEE 30/31 | Jules Verne        | Paryż-Montparnasse – Nantes                    | 28.09.1980 – 30.05.1981 |
| TEE 60/61 | Kléber             | Paryż-Est – Strasburg                          | 23.05.1971 – 29.05.1987 |
| TEE       | Lemano             | Mediolan – Genewa                              | 01.06.1958 – 22.05.1982 |
| TEE       | Ligure             | Marsylia – Mediolan                            | 12.09.1957 – 22.05.1982 |
| TEE       | Lyonais            | Paryż-Lyon – Lyon                              | 09.02.1969 – 26.09.1976 |
| TEE 84/85 | Mediolanum         | Monachium – Mediolan                           | 15.10.1957 – 02.06.1984 |
| TEE 86/79 | Memling            | Paryż-Nord – Bruksela                          | 29.09.1974 – 01.06.1984 |
| TEE 34/35 | Merkur             | Stuttgart – Kolonia – Kopenhaga                | 26.05.1974 – 27.05.1978 |
| TEE       | Mistral            | Paryż-Lyon – Marsylia – Nicea                  | 30.05.1965 – 27.05.1978 |
| TEE       | Mont Cenis         | Lyon – Mediolan                                | 02.06.1957 – 30.09.1972 |
| TEE 40/41 | Molière            | Paryż-Nord – Kolonia                           | 02.06.1957 – 25.05.1979 |
| TEE 80/89 | L’Oiseau Bleu      | Paryż-Nord – Bruksela                          | 02.06.1957 – 02.06.1984 |
| TEE 32/33 | Parsifal           | Paryż-Nord – Dortmund – Hamburg                | 29.09.1957 – 26.05.1979 |
| TEE 26/27 | Prinz Eugen        | Brema – Pasawa – Wiedeń                        | 25.09.1971 – 31.05.1975 |
| TEE 26/27 | Prinz Eugen        | Hanower – Kolonia – Frankfurt/Main – Wiedeń    | 01.06.1975 – 27.05.1978 |
| TEE 10/11 | Rembrandt          | Monachium – Stuttgart – Amsterdam              | 28.05.1967 – 28.05.1983 |
| TEE 6/7   | Rheingold          | Amsterdam – Genewa                             | 30.05.1965 – 30.05.1987 |
| TEE 16/17 | Rheingold          | Amsterdam – Frankfurt – Nördlingen – Monachium | 23.05.1982 – 30.05.1987 |
| TEE       | Rheinpfeil         | Dortmund – Frankfurt/Main – Monachium          | 30.05.1965 – 25.09.1971 |
| TEE 74/75 | Roland             | Brema – Bazylea – Mediolan                     | 01.06.1969 – 26.05.1979 |
| TEE 90/91 | Roland             | Brema – Frankfurt/Main – Stuttgart             | 28.05.1979 – 29.05.1980 |
| TEE 78/79 | Rubens             | Paryż-Nord – Bruksela                          | 29.09.1974 – 27.05.1987 |
| TEE       | Rhodanien          | Paryż-Lyon – Marsylia                          | 23.05.1971 – 29.09.1978 |
| TEE 28/29 | Saphir             | Frankfurt/Main – Bruksela                      | 02.06.1957 – 26.05.1979 |
| TEE 68/69 | Settebello         | Rzym – Mediolan                                | 26.05.1974 – 02.06.1984 |
| TEE 62/63 | Stanislas          | Paryż Est – Strasburg                          | 24.05.1971 – 25.09.1982 |
| TEE       | Ticino             | Zurych – Mediolan                              | 01.07.1961 – 25.09.1982 |
| TEE 22/23 | Van Beethoven      | Frankfurt/Main – Amsterdam                     | 02.06.1957 – 26.05.1979 |
| TEE 94/95 | Vesuvio            | Mediolan – Rzym – Neapol                       | 30.09.1973 – 30.05.1987 |
| TEE       | Watteau            | Paryż Nord – Lille – Tourcoing                 | 02.10.1978 – 27.05.1987 |
| TEE 61/62 | LH 1001/2          | Frankfurt/Main – Düsseldorf                    | 27.03.1982 – 01.06.1991 |
| TEE 63/64 | LH 1003/4          | Frankfurt/Main – Düsseldorf                    | 27.03.1982 – 01.06.1991 |
| TEE 65/66 | LH 1005/6          | Frankfurt/Main – Düsseldorf                    | 27.03.1982 – 01.06.1991 |
| TEE 67/68 | LH 1007/8          | Frankfurt/Main – Düsseldorf                    | 27.03.1982 – 01.06.1991 |

## TEE w kulturze
Kraftwerk w 1977 roku wydał album Trans Europa Express poświęcony pociągom ekspresowym.